# بيرث أوف فاير: دراغون كوارتر
بيرث أوف فاير:دراغون كوارتر (بالإنجليزية: Breath of Fire: Dragon Quarter)‏ ، وتسمى في النسخة اليابانية بيرث أوف فاير 5: دراغون كوارتر (باليابانية: ブレス オブ ファイアV ドラゴンクォーター) ، هي الجزء الخامس الرئيسية من سلسلة بيرث أوف فاير والتي أنتجها شركة كابكوم اليابانية سنة 2002م، وظهرت السلسلة الأصلية لإدخال نظام التشغيل البلاي ستيشن 2 للمرة الأولى.